# Colònia Dussol
La Colònia Dussol és una colònia tèxtil de les Planes d'Hostoles (la Garrotxa), al peu del riu Brugent, inclosa dins l'Inventari del Patrimoni Arquitectònic de Catalunya.

## Descripció
El conjunt de la colònia és constituït per diferents construccions, naus de la indústria, cases dels obrers i petits canals. Destaca la torre de l'amo, que presenta un cos rectangular i teulada a dues aigües. En un costat hi ha una torreta acabada en punta i les finestres són gairebé totes de punt rodó. A la part del darrere fa una entrada amb una eixida feta amb arcades. La casa està construïda amb pedra blanca i rosa i la teulada és de ceràmica.

## Història
Els Dusol procedien d'Olot, on des de mitjan segle xix es dedicaven a la fabricació de mitges. L'any 1892 ja havien fundat una societat anònima, Pedro Dusol e hijos, que havia diversificat la seva producció de gèneres de punt i utilitzava la màquina de vapor com a font d'energia. A començament del segle XX es decidiren a construir una nova fàbrica a les Planes d'Hostoles moguda amb l'energia hidràulica.
Aquest establiment industrial està situat a la dreta del riu Brugent, a 1,6 km a sud-est del nucli de Les Planes d'Hostoles. La indústria està dedicada a la fabricació de filats de cotó. Al costat de les instal·lacions industrials es construïren uns habitatges que constitueixen sis edificis, així com una capella dedicada a la Verge del Carme. Més elevada i presidint la colònia hi ha la torre de l'amo, actualment habitada per la família Solé. L'any 1970 hi habitaven 34 persones i treballaben al voltant de 100.Comprada per la família Solé l'any 1990. Actualment hi ha un saló per a banquets i la Torre s'anomena La Torre dels Til·lers.